# 狩野行寿
狩野 行寿（かりの ゆきかず、1994年7月31日 - ）は、埼玉県川越市出身の元プロ野球選手（内野手）。右投右打。

## 経歴

### プロ入り前
中学生時代に硬式野球の武蔵狭山ボーイズでプレーしていたが、控えに甘んじていた。川越工業高等学校への進学後は、主に「2番（または9番）・遊撃手」として起用されたが、対外試合では本塁打を1本も放てなかった。しかし、平成国際大学硬式野球部監督の大島義晴が、肩の強さと球際に強い守備に着目し、大島の勧めで同大学に進学した。高校時代の2学年後輩に太田賢吾がいる。
平成国際大学への進学後は、1年時から関甲新学生野球のリーグ戦に出場。2年春の対作新学院大学戦で1イニング2本塁打を含む1試合3本塁打・9打点のリーグ新記録を達成すると、3年の春季には打率.378、2本塁打、14打点という好成績で最多打点のタイトルを獲得した。主将に就任した4年時には、春季リーグ戦で打撃に苦しみながらも、出場13試合でリーグ最多の7盗塁を記録。守備面でも、2年秋・3年秋に遊撃手としてベストナインに選ばれた。
2016年のNPBドラフト会議で、横浜DeNAベイスターズから7巡目で指名。契約金2700万円、年俸700万円（金額は推定）という条件で入団した。この会議で指名された選手では最も早い仮契約で、背番号は36で、武蔵狭山ボーイズ出身者では初めてのプロ野球選手でもある。

### DeNA時代

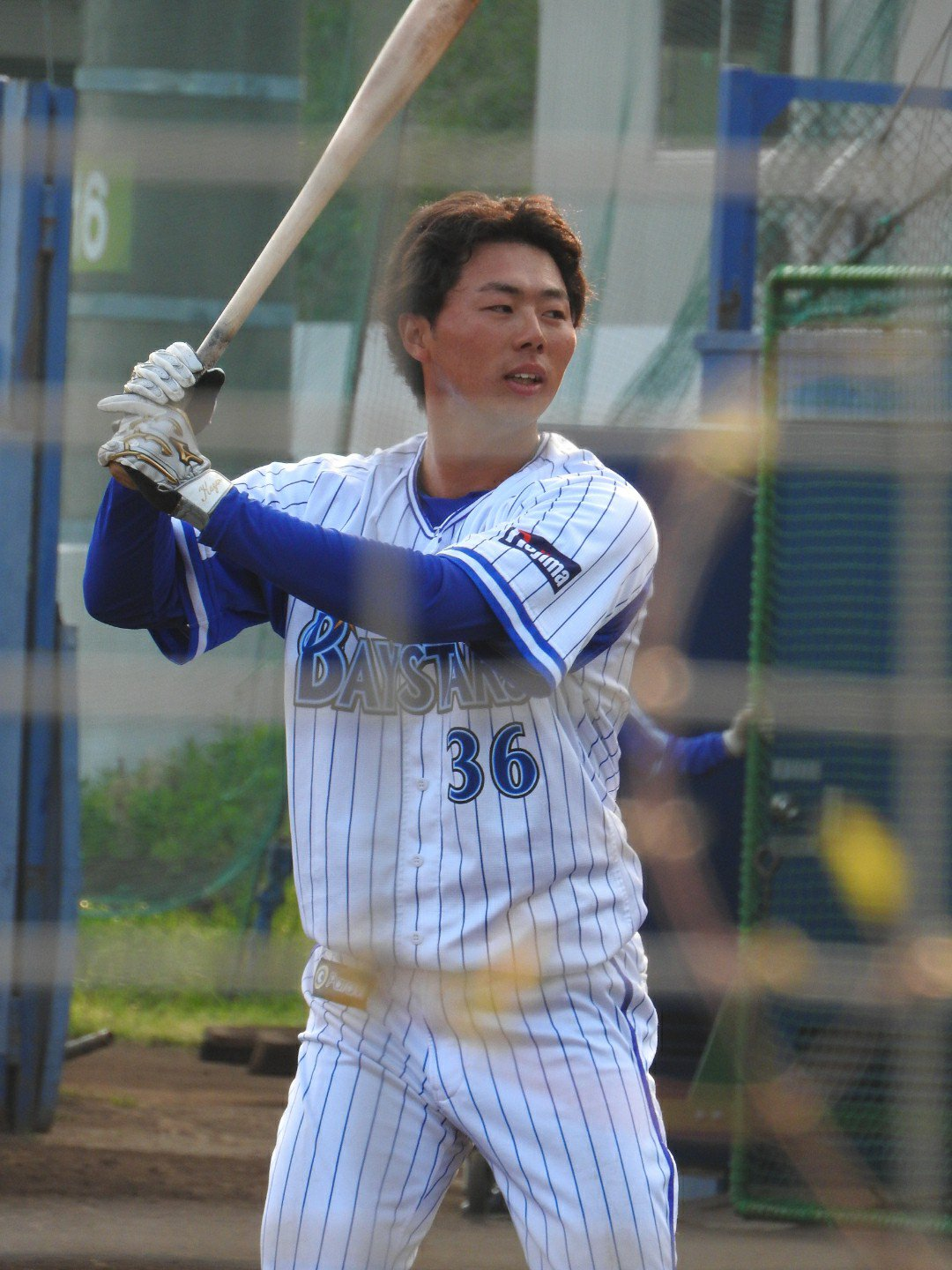
2019年4月22日

2017年には、イースタン・リーグ公式戦63試合に出場したが、打率.134、1本塁打にとどまった。
2018年には、イースタン・リーグ公式戦68試合の出場で打率.199を記録。本塁打を放てなかったが、シーズンの終了後には、台湾で開催のアジア・ウィンター・リーグに参加した。イースタン・リーグに加盟するDeNAの選手でありながら、チームメイトの田村丈・山本祐大・百瀬大騎・宮本秀明や、コーチとして派遣された二軍コーチの永池恭男とともにウエスタン・リーグの選抜チームへ組み込まれた。
2019年には、イースタン・リーグ公式戦79試合に出場したが、打率.188、1本塁打でシーズンを終了。球団からの戦力外通告（10月1日）を経て、10月3日に現役引退を表明した。

### 現役引退後
戦力外通告の際にチームサポーター（スタッフ）への転身を打診されたことを機に、秋季キャンプからは打撃投手として再スタートを切っている。
2022年からは広報を担当。2023年をもってDeNAを退団した。

## 選手としての特徴
大きな故障を経験していない体の強さと、手動計測ながら50メートル走で5秒9を記録した俊足と強肩の持ち主で、球際に強い守備も持ち味。

## 詳細情報

### 年度別打撃成績
- 一軍公式戦出場なし

### 背番号
- 36（2017年[7] - 2019年）